# Музичний автомат

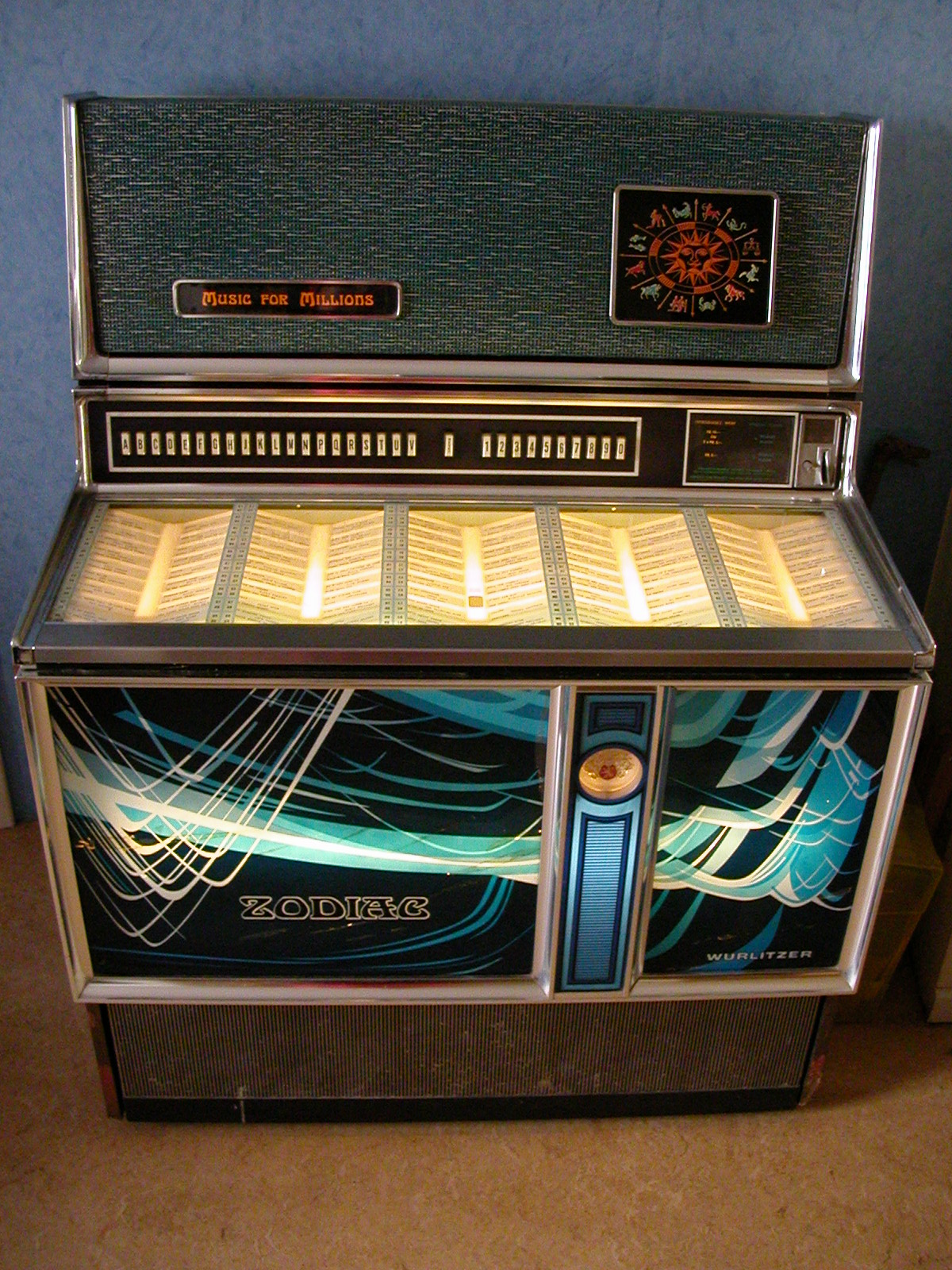
Wurlitzer 3500 «Zodiac», 1971 рік

Музичний автомат — пристрій, призначений для автоматизованого програвання музичних композицій у місцях громадського відпочинку. Функція програвання звичайно активується вкиданням монет.
Перший музичний автомат на базі фонографа Едісона з лотком для монет в 50-центів був встановлений в 1889 році, в Palais Royale Saloon в Сан-Франциско. Цей апарат коштував близько 1000 доларів США.
Сучасні музичні автомати є комп'ютерними пристроями, мелодії в нього, як правило, подаються в цифровому форматі. Також сучасні автомати здатні програвати кліпи і рекламу на моніторі автомата та можуть мати функцію караоке.